# Théâtre du Soleil

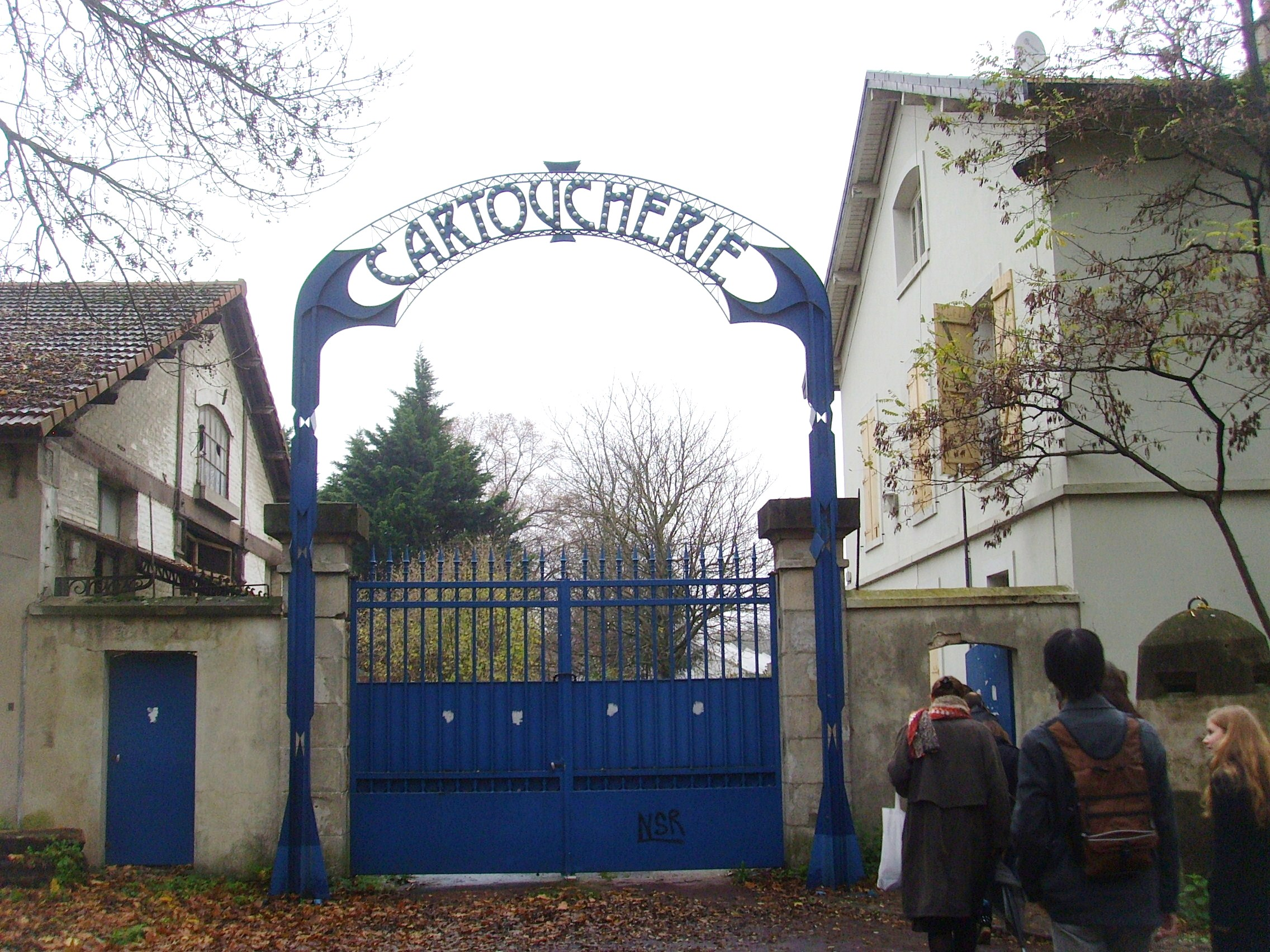
El Teatre del Sol de Mnouchkine crea i assaja a la Cartoucherie, situada al bosc de Vincennes, al districte dotzè de París

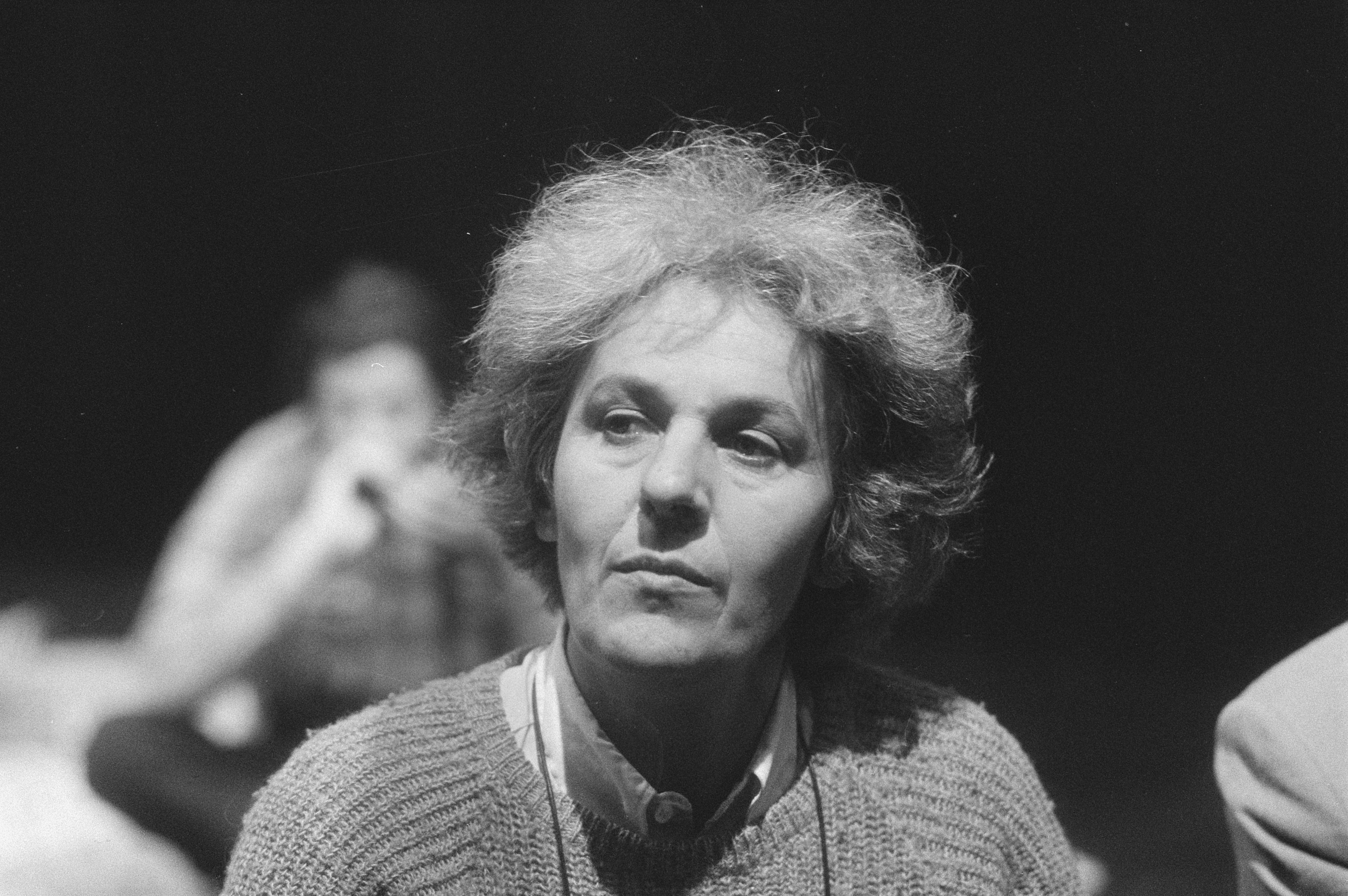
Ariane Mnouchkine en una conferència, l'any 1986

El Théâtre du Soleil (en català, Teatre del Sol) és una companyia de teatre que Ariane Mnouchkine va fundar en 1964 amb Philippe Léotard, Jean-Claude Penchenat, Roberto Moscoso i Françoise Tournafond. Actualment treballa a la Cartoucherie, una antiga fàbrica d'armament reconvertida per ells, a París, on presenten també altres companyies. Està registrada com una cooperativa de producció participativa, sense cap mena de jerarquia i tots els membres que la componen, setanta l'any 2009, cobren el mateix salari.
La companyia ha construït una ètica pròpia, lligada a la noció de "grup de teatre" semblant a una tribu o família i en el seu compromís per tractar sota un angle universal i intercultural els grans temes humans i polítics. Privilegia el treball col·lectiu i explora nous mètodes de funcionament basats en el teatre físic i la improvisació teatral, tenint ja des del seu inici com a objectius el d'establir noves relacions amb el públic i el de fer un teatre popular, en el sentit de diferenciar-se del burgès, de qualitat. És la primera companyia de teatre a la qual la directora, Ariane Mnouchkine, obre la porta al públic i recull ella mateixa els tiquets d'entrada mentre van entrant. A més, la companyia permet al públic assistir a les sessions de maquillatge i ofereix menjar, típicament escudella.
Els espectacles del Teatre del Sol sempre han estat compromesos d'una manera o altra, amb un apunt crític sobre la seva època, buscant tenir una veritable funció social i aportant una dimensió humanista i política en el sentit noble del terme. Per exemple, al seu major èxit, 1789, de 1970, proposava que la revolució francesa va ser un efecte de la pobresa. En 1997 van presentar Et soudain, des nuits d'éveil, sobre l'ocupació del Tibet per la Xina; en 2003 van muntar Le Dernier Caravansérail narrant la vida quotidiana a Afganistan; en 2005 Le Dernier Caravansérail (Odyssées) es basava en cartes reals recollides per ells mateixos a camps de refugiats de tot el món; en 2009 Les Ephemeres pregunta al públic què faria si la humanitat sencera hagués de morir en tres mesos.